# Collezione delle cere anatomiche Luigi Cattaneo
La Collezione delle Cere Anatomiche Luigi Cattaneo intitolata al celebre anatomista si trova a Bologna e ospita opere di notevole valore storico e artistico. La collezione fa parte del Sistema Museale di Ateneo dell'Università di Bologna.

## Collezione
Visitando le sale museali si può ricostruire il percorso evolutivo delle tecniche di conservazione del corpo, a partire dalla mummificazione fino alla moderna plastinazione di cui, nelle teche, sono esposti alcuni reperti di recente fattura.
Nell'area museale, si trovano esposti:
- una notevole raccolta di modelli in cera d'api pigmentata di anatomia normale realizzati nell'arco di due secoli dal fiorentino Clemente Susini e dai bolognesi Giuseppe Astorri, Cesare Bettini e Leonida Berti;
- una vasta collezione di modelli in cera di anatomia patologica provenienti dall'ex Museo di anatomia e istologia patologica "Cesare Taruffi", tra cui spiccano quelli di Giuseppe Astorri, Cesare Bettini e Pietro Sandri. I preparati furono allestiti sotto la guida degli anatomisti Francesco Mondini, Luigi Calori e Cesare Taruffi, che, convertendosi rapidamente alle teorie di Giovanni Battista Morgagni (1682–1771), si orientarono verso lo studio e la rappresentazione delle malformazioni congenite e dei casi patologici in genere. Una ricca documentazione scientifica accompagna molti modelli in cera che sono integrati, quando possibile, dai preparati a secco del caso esaminato nel corso delle dissezioni e dai numerosi disegni, spesso degli stessi ceroplasti, che documentano il modus operandi degli anatomisti dell'epoca. Le opere esposte completano la collezione settecentesca ubicata nelle sale del Museo di Palazzo Poggi, ripercorrendo le origini scientifiche e culturali di Bologna, eccellenza nella storia della medicina del tempo;
- preparati anatomici mummificati, a secco (organi, ossa e pelli tatuate), sotto liquido di conservazione e antichi vetrini.

Molti libri antichi sono esposti nella bacheche: contengono disegni o scritti che rappresentano pietre miliari della storia della medicina e delle scienze neurobiologiche come le prime visualizzazioni del neurone di Camillo Golgi e di Santiago Ramón y Cajal, entrambi premi Nobel per la medicina nel 1906.
Uno spazio museale è stato dedicato al percorso storico che vede il formarsi delle conoscenze mediche sulla storia del carcinoma mammario.

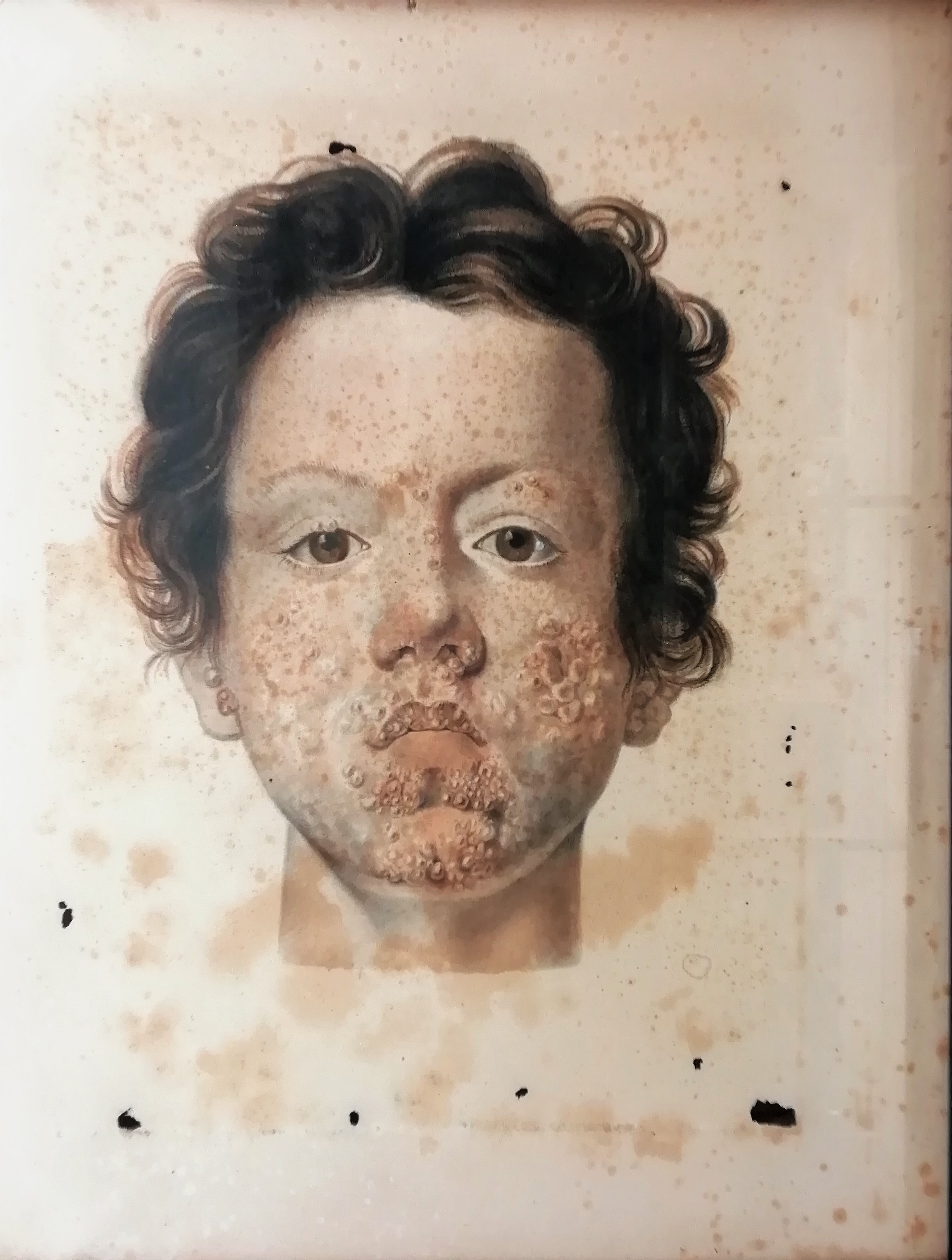
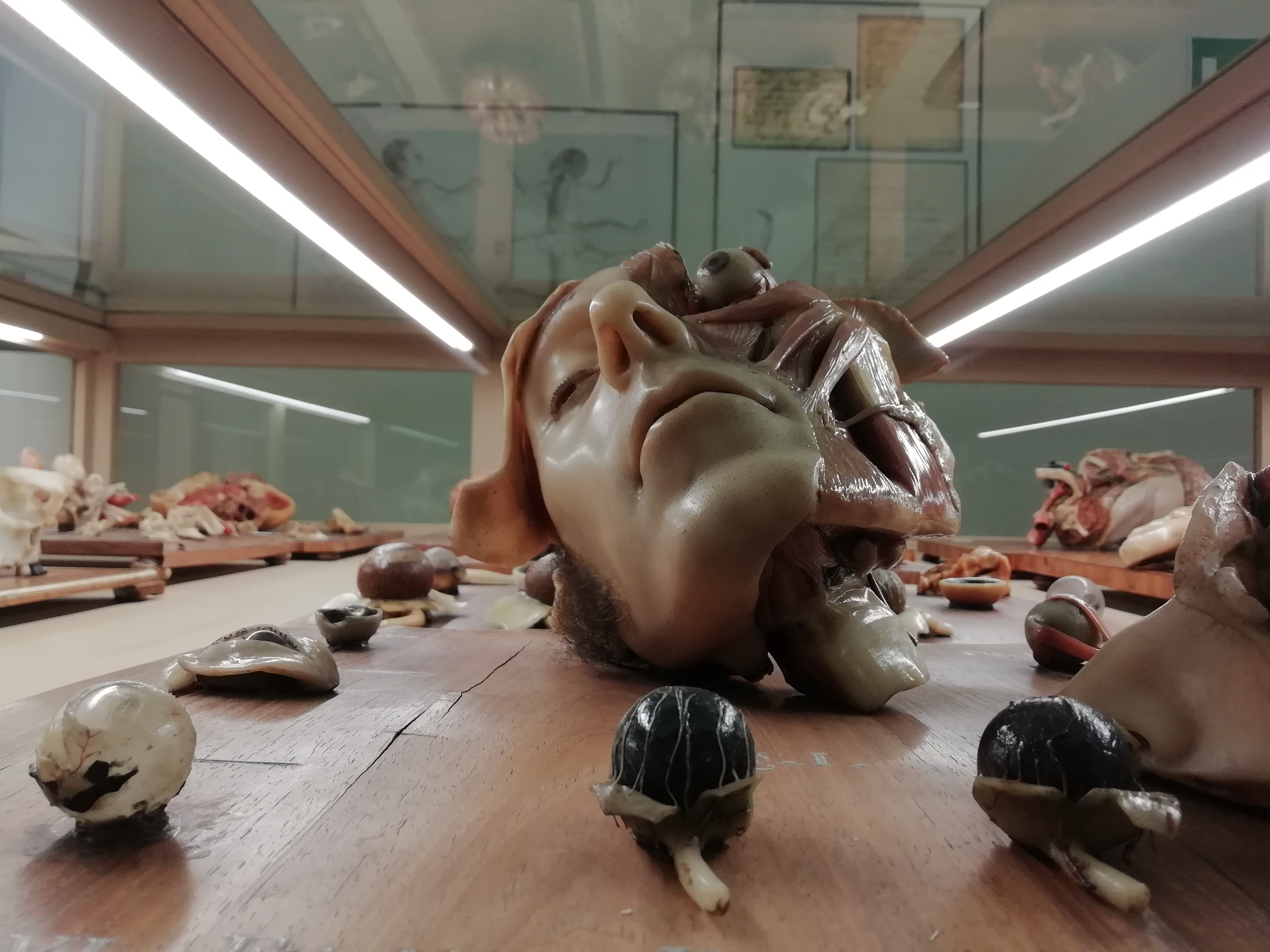
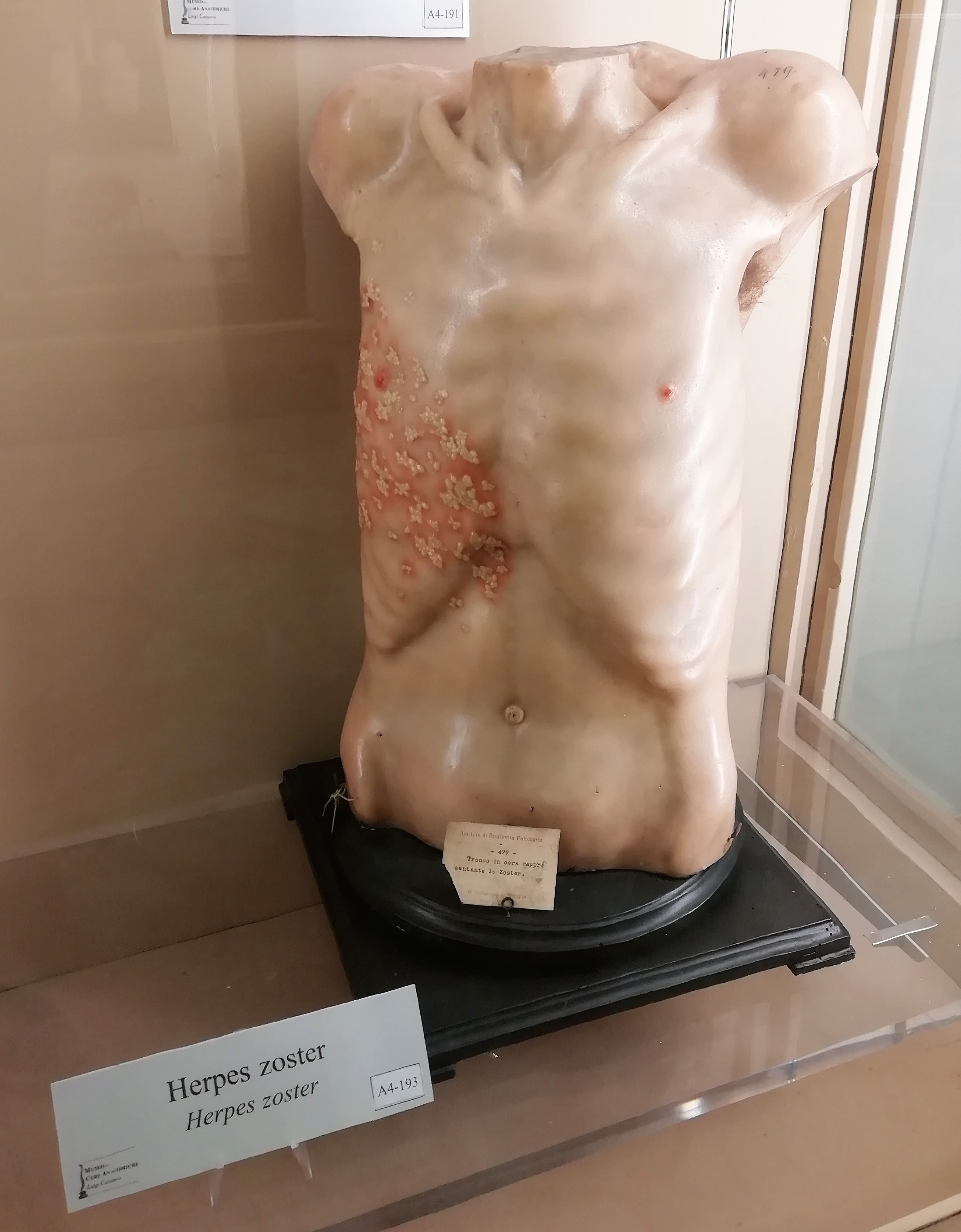